# Bazidiolišejník

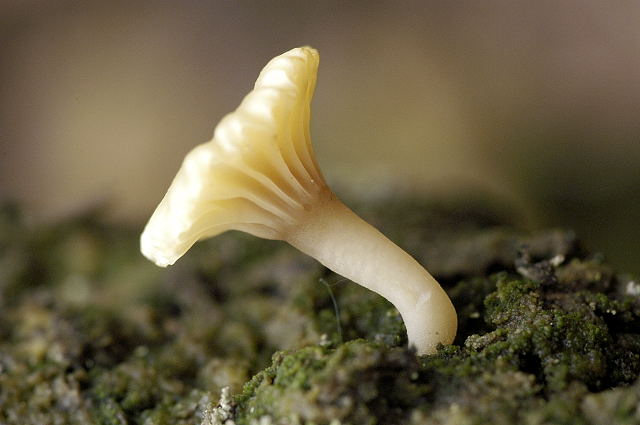
Lichenomphalia umbellifera

Basidiolišejníky jsou lichenizované houby z oddělení stopkovýtrusných hub (Basidiomycota). Z celkového množství lišejníků je bazidiolišejníků jen asi 2%, zbytek připadá na běžné lišejníky z oddělení vřeckovýtrusných hub (tzv. askolišejníky).
V arktických a horských oblastech a v lesích mírného pásma jsou nejběžnější lišejníky z rodu Lichenomphalia a rod Multiclavula (např. tužnatka slizká). Dříve byly bazidiolišejníky řazeny do jedné podtřídy Basidiolichenes. Podle molekulárně genetických dat však je takové řazení nesprávné a upustilo se od něj.